# Ford Cortina
Der Ford Cortina wurde von 1962 bis 1982 von den englischen Ford-Werken in Dagenham als zwei- und viertürige Limousine der Mittelklasse und als Kombi produziert. Die einzelnen Baureihen des Ford Cortina waren:

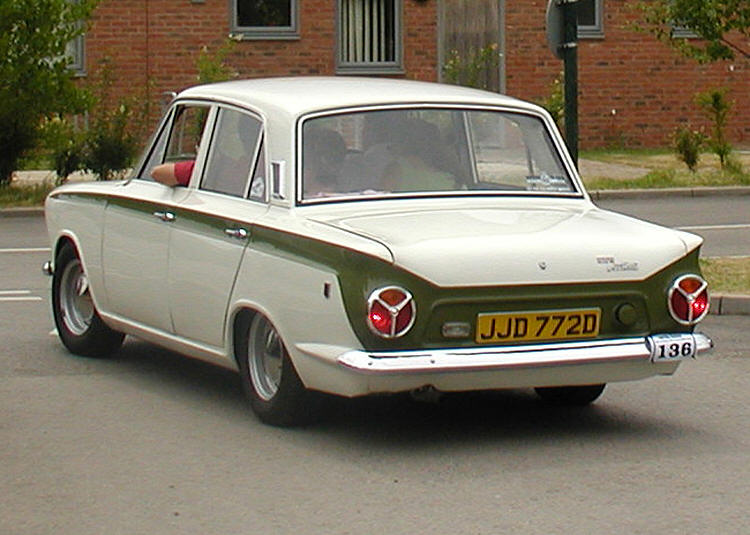
Ford Cortina Mk I

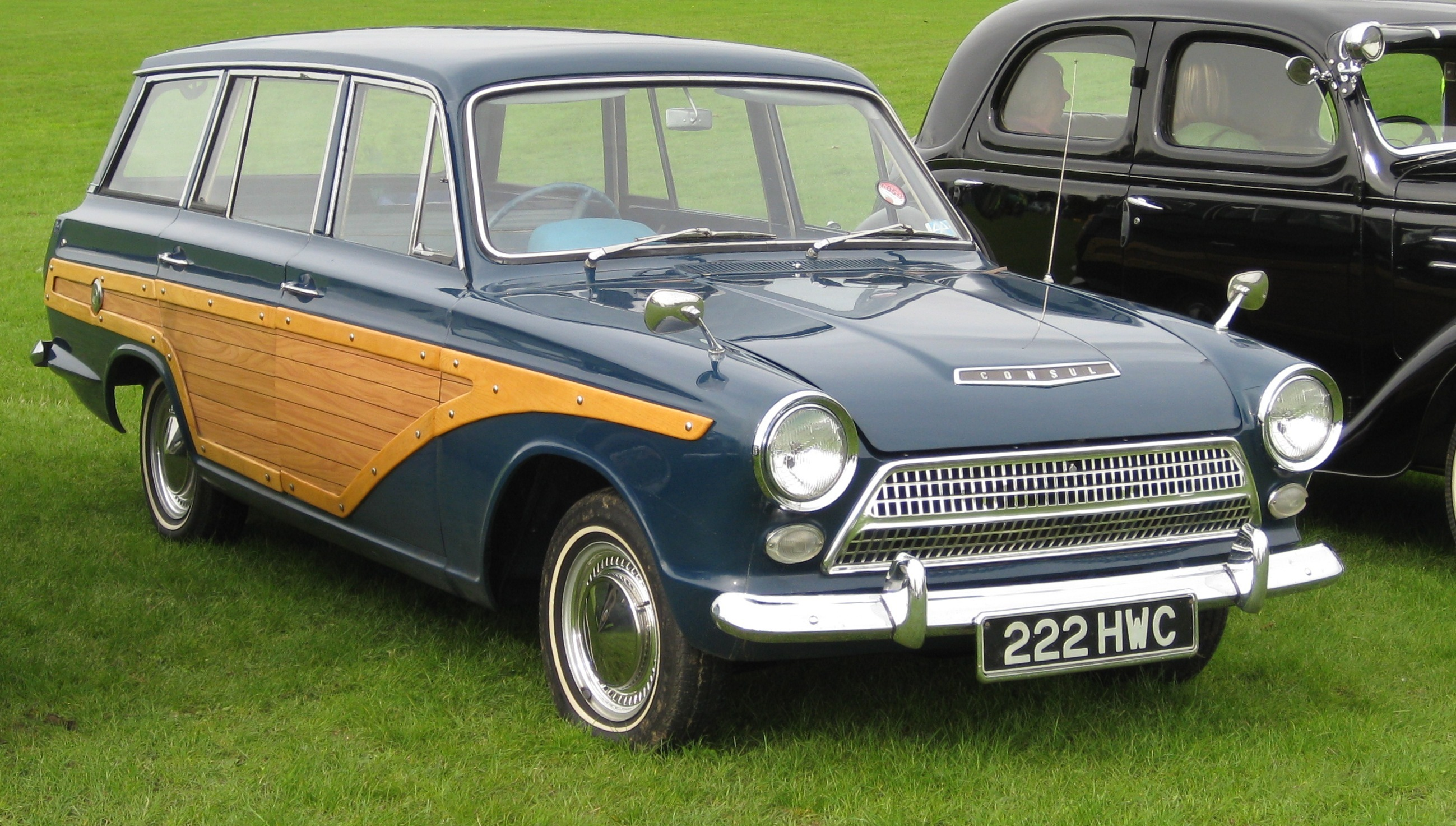
Ford Cortina Mk I Kombi

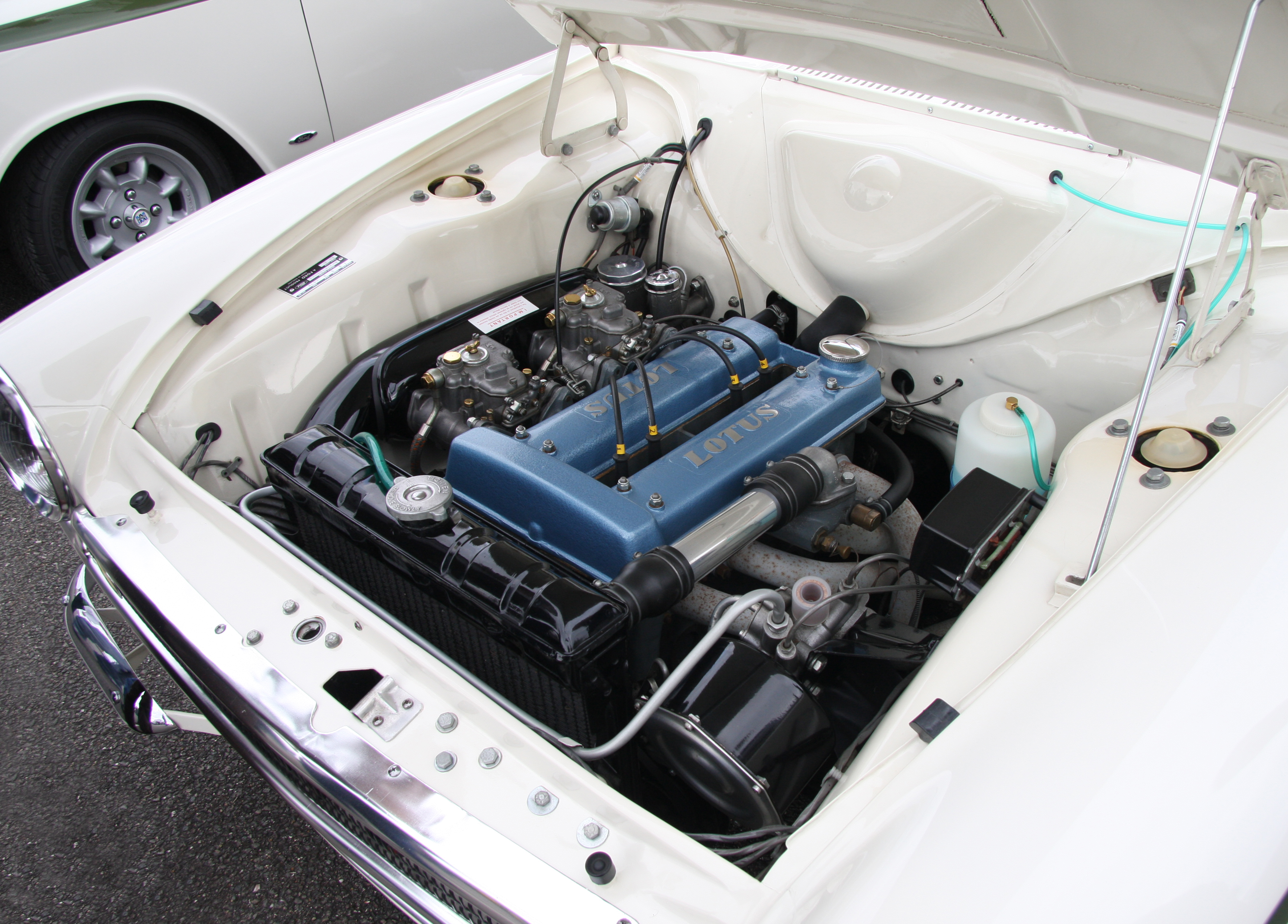
Der Motor des Cortina Lotus

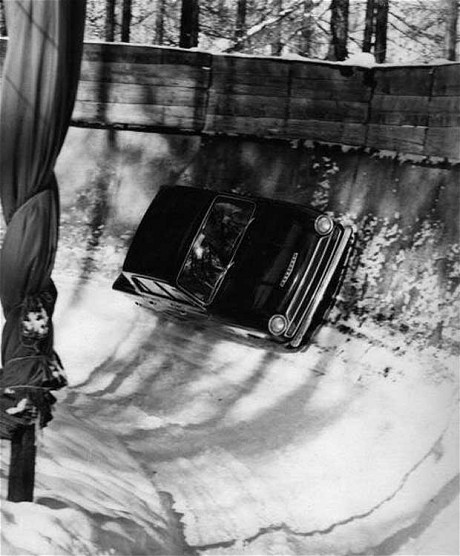
Henry Taylor mit Ford Cortina in der Bobbahn von Cortina d’Ampezzo, 1964

## Mk I

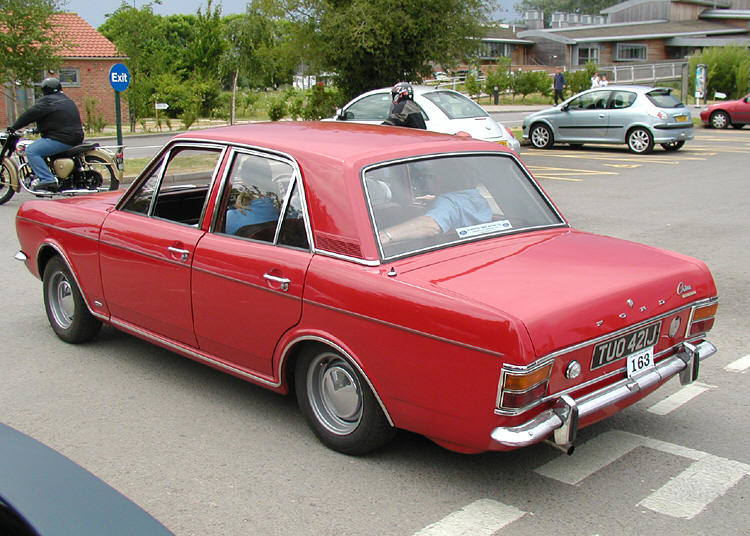
Ford Cortina Mk II

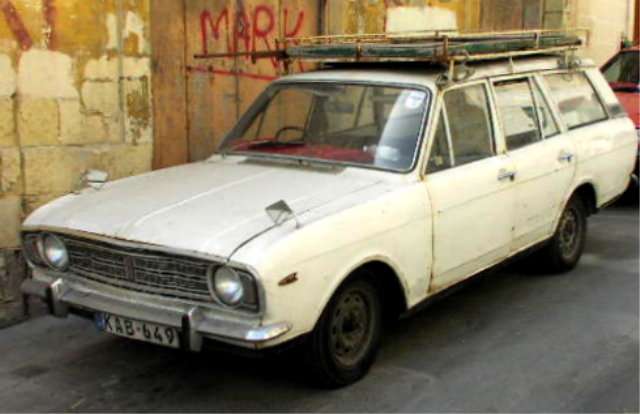
Ford Cortina Mk II Estate

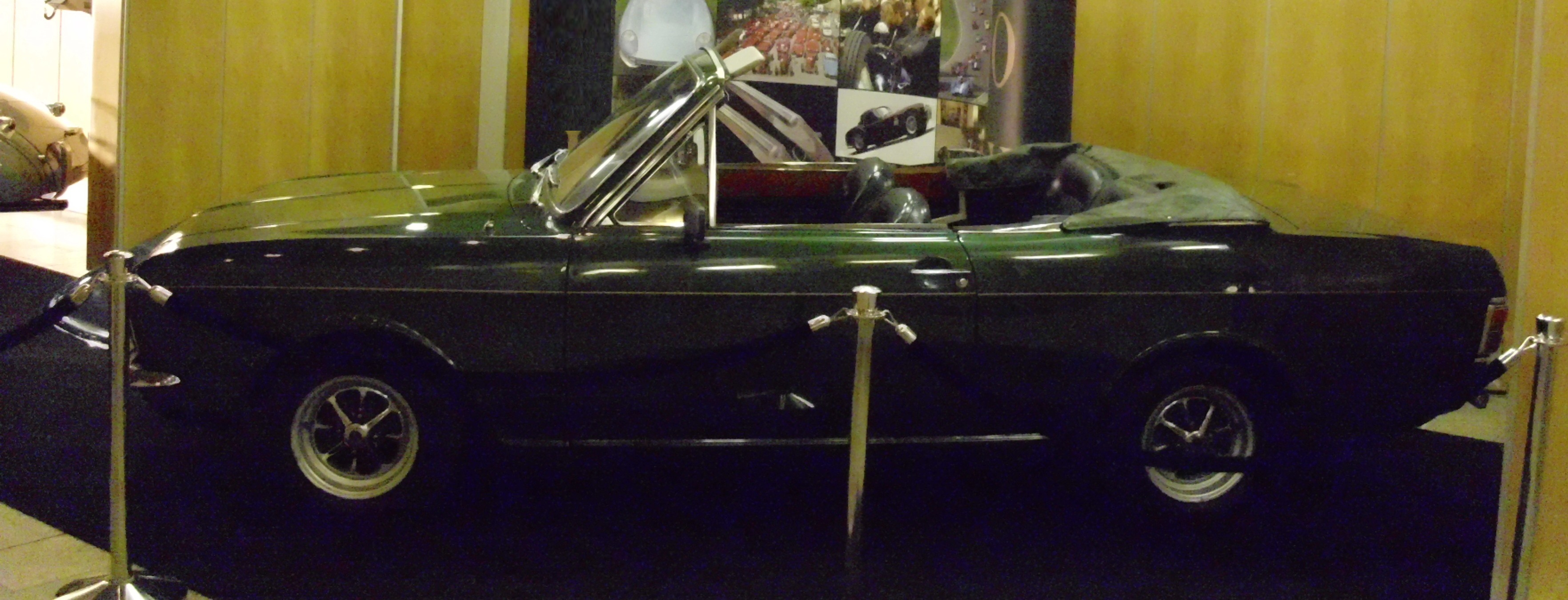
Cabriolet von Crayford Engineering

Der erste Cortina wurde am 21. September 1962 vorgestellt und in England bis 1966, in einigen anderen Ländern auch bis 1967 produziert.
Der Cortina wurde neu in das Modellprogramm aufgenommen und zwischen dem Ford Anglia und dem Ford Consul Classic platziert. Er wurde unter dem Projektnamen „Archbishop“ entwickelt – eine Anspielung auf das „Cardinal“-Projekt, das im deutschen Taunus 12M mündete. Der Cortina war einfach und rationell gebaut und wurde auf Anhieb ein großer Verkaufserfolg. Während der Ford 12M im amerikanischen Ingenieurszentrum entwickelt wurde, war der Cortina eine britische Entwicklung und auch in einer viertürigen Ausführung erhältlich. Im Vergleich zum Ford Anglia 105E wurde bei nur 50 kg mehr Gewicht ein beträchtlicher Raumzuwachs erreicht.
Motorisiert war der Cortina mit den vom Anglia bekannten Kentmotoren mit 1,2 und 1,5 Litern Hubraum und seitlicher Nockenwelle. Der 1,5-Liter-Motor hatte eine fünffach gelagerte Kurbelwelle und war mit 25 % Mehrleistung als „GT“ erhältlich, mit Weber-Vergaser, geändertem Auspuff und Zylinderkopf. Das leicht zu schaltende Vierganggetriebe war vollsynchronisiert. Mit der 12-Volt-Elektrik, und den vorderen Scheibenbremsen, ab 1965 auch im 1200 Deluxe, stattete Ford bereits früh Autos dieser Klasse mit solchen Sicherheitsmerkmalen aus. Letztlich entscheidend für den großen Verkaufserfolg dieser Baureihe war wohl die von Roy Brown Jr. gestaltete geräumige fünfplätzige Karosserie mit einem großen Kofferraum und gefälligem Äußeren.
Die wohl berühmteste Ausführung war der Cortina Lotus. Ford hatte Colin Chapman, Inhaber von Lotus Cars, beauftragt, einen Cortina für den Motorsport zu bauen. Der Motor des Cortina Lotus hatte auf dem Block des normalen Kentmotors einen von Harry Mundy entworfenen Leichtmetallzylinderkopf mit zwei obenliegenden Nockenwellen. Dieser Motor wurde auch im Lotus 23, Lotus Seven und im Lotus Elan verwendet. Die Außenhaut der Türen und Hauben des Cortina Lotus bestehen aus Aluminium statt Stahl.
Auch das Fahrwerk des Lotus Cortina wurde modifiziert. Während die Hinterachse der Serienmodelle an Blattfedern hing, hatte der Lotus Cortina eine besser geführte Hinterachse mit Längslenkern, einem unten am Differentialgehäuse angelenkten Reaktionsdreieck (Dreieckslenker) und Schraubenfedern. Zudem war das Differentialgehäuse aus Aluminium gefertigt, um die ungefederte Masse der starren Hinterachse zu reduzieren. Die Achsrohre waren nach wie vor aus Stahl. Diese Konstruktion erwies sich als Schwachstelle des Lotus Cortina, da das Aluminiumgehäuse des Differentials nicht ausreichend steif war und es deswegen zu zahlreichen Differentialdefekten kam, vor allem im Sporteinsatz. Deswegen wurden zur „aktiven“ Zeit dieses Sportmodells die meisten Exemplare auf die Hinterachse der Normalmodelle zurückgerüstet, die weniger Probleme machte.
| Ford Cortina                           | 1200                                                                                    | Super                                                                                   | GT                                                                                      | Lotus                                                                                   |
| -------------------------------------- | --------------------------------------------------------------------------------------- | --------------------------------------------------------------------------------------- | --------------------------------------------------------------------------------------- | --------------------------------------------------------------------------------------- |
| Motor:                                 | 4-Zylinder-Reihenmotor (Viertakt)                                                       | 4-Zylinder-Reihenmotor (Viertakt)                                                       | 4-Zylinder-Reihenmotor (Viertakt)                                                       | 4-Zylinder-Reihenmotor (Viertakt)                                                       |
| Hubraum:                               | 1198 cm³                                                                                | 1500 cm³                                                                                | 1500 cm³                                                                                | 1558 cm³                                                                                |
| Bohrung × Hub:                         | 81 × 58,7 mm                                                                            | 81 × 72,8 mm                                                                            | 81 × 72,8 mm                                                                            | 82,55 × 72,75 mm                                                                        |
| Leistung bei 1/min:                    | 35 kW (48 PS) bei 5000                                                                  | 43 kW (58 PS) bei 4800                                                                  | 55,5 kW (75,5 PS) bei 5100                                                              | 78 kW (106 PS) bei 5500                                                                 |
| Max. Drehmoment bei 1/min:             | 86 Nm bei 2700                                                                          | 110 Nm bei 2500                                                                         | 120 Nm bei 3600                                                                         | 141 Nm bei 4000                                                                         |
| Verdichtung:                           | 9,0:1                                                                                   | 9,0:1                                                                                   | 9,0:1                                                                                   | 9,5:1                                                                                   |
| Gemischaufbereitung:                   | 1 Fallstromvergaser                                                                     | 1 Fallstromvergaser                                                                     | 1 Doppelvergaser                                                                        | 2 Doppelvergaser Weber DCOE18                                                           |
| Ventilsteuerung:                       | Seitliche Nockenwelle, Antrieb über Kette                                               | Seitliche Nockenwelle, Antrieb über Kette                                               | Seitliche Nockenwelle, Antrieb über Kette                                               | DOHC, Antrieb über Kette                                                                |
| Kühlung:                               | Wasserkühlung                                                                           | Wasserkühlung                                                                           | Wasserkühlung                                                                           | Wasserkühlung                                                                           |
| Getriebe:                              | Vollsynchronisiertes 4-Gang-Getriebe Super a.W. auch Dreigangautomatik Hinterradantrieb | Vollsynchronisiertes 4-Gang-Getriebe Super a.W. auch Dreigangautomatik Hinterradantrieb | Vollsynchronisiertes 4-Gang-Getriebe Super a.W. auch Dreigangautomatik Hinterradantrieb | Vollsynchronisiertes 4-Gang-Getriebe Super a.W. auch Dreigangautomatik Hinterradantrieb |
| Radaufhängung vorn:                    | MacPherson-Federbeine, Querlenker, Stabilisator                                         | MacPherson-Federbeine, Querlenker, Stabilisator                                         | MacPherson-Federbeine, Querlenker, Stabilisator                                         | MacPherson-Federbeine, Querlenker, Stabilisator                                         |
| Radaufhängung hinten:                  | Starrachse, halbelliptische Blattfedern, Teleskopstoßdämpfer                            | Starrachse, halbelliptische Blattfedern, Teleskopstoßdämpfer                            | Starrachse, halbelliptische Blattfedern, Teleskopstoßdämpfer                            | Starrachse, 2 Längslenker, Dreieckslenker, Schraubenfedern, Teleskopstoßdämpfer         |
| Bremsen:                               | Scheibenbremsen vorne, Trommelbremsen hinten                                            | Scheibenbremsen vorne, Trommelbremsen hinten                                            | Scheibenbremsen vorne, Trommelbremsen hinten                                            | Scheibenbremsen vorne, Trommelbremsen hinten                                            |
| Lenkung:                               | Kugelumlauflenkung                                                                      | Kugelumlauflenkung                                                                      | Kugelumlauflenkung                                                                      | Kugelumlauflenkung                                                                      |
| Karosserie:                            | Stahlblech, selbsttragend; Lotus mit Türen und Hauben teils aus Leichtmetall            | Stahlblech, selbsttragend; Lotus mit Türen und Hauben teils aus Leichtmetall            | Stahlblech, selbsttragend; Lotus mit Türen und Hauben teils aus Leichtmetall            | Stahlblech, selbsttragend; Lotus mit Türen und Hauben teils aus Leichtmetall            |
| Spurweite vorn/hinten:                 | 1270/1260 mm                                                                            | 1270/1260 mm                                                                            | 1270/1260 mm                                                                            | 1310/1280 mm                                                                            |
| Radstand:                              | 2490 mm                                                                                 | 2490 mm                                                                                 | 2490 mm                                                                                 | 2500 mm                                                                                 |
| Abmessungen:                           | 4275 × 1590 × 1440 mm                                                                   | 4275 × 1590 × 1440 mm                                                                   | 4275 × 1590 × 1440 mm                                                                   | 4275 × 1590 × 1440 mm                                                                   |
| Leergewicht:                           | 819–925 kg                                                                              | 826–927 kg                                                                              | 866–885 kg                                                                              | 842 kg                                                                                  |
| Höchstgeschwindigkeit (Werk):          | 127 km/h                                                                                | 135 km/h                                                                                | 149 km/h                                                                                | 176 km/h                                                                                |
| 0–100 km/h (Werk):                     | nicht angegeben                                                                         | nicht angegeben                                                                         | nicht angegeben                                                                         | nicht angegeben                                                                         |
| Verbrauch (Liter/100 Kilometer, Werk): | 8,35 S                                                                                  | 8,6 S                                                                                   | 9,0 S                                                                                   | ca. 12 S                                                                                |
| Preis:                                 | Fr. 7.175–8.235 (1965)                                                                  | Fr. 8.485 (1965)                                                                        | Fr. 8.850 (1965)                                                                        | Fr. 14.500 (1965)                                                                       |

## Mk II

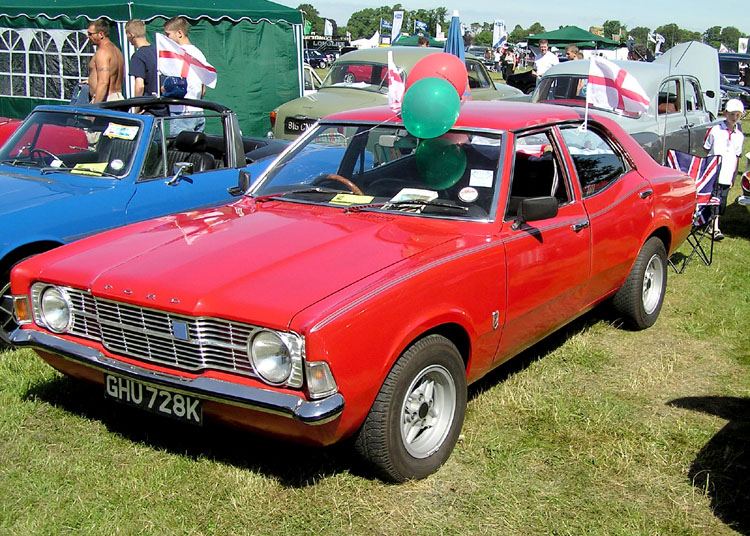
Ford Cortina Mk III

Die zweite Generation des Cortina erschien am 18. Oktober 1966, vier Jahre nach dem ursprünglichen Cortina. Dies wurde von Werbung unter dem Motto „New Cortina is more Cortina“ – „Der neue Cortina ist mehr Cortina“ begleitet. Das Auto war zwar mit 430 cm Länge geringfügig kürzer als zuvor, aber geräumiger, weil es 6,4 cm breiter war und mit stärker gewölbten Seitenverkleidungen versehen. Die Karosserieform hatte Roy Haynes gestaltet. Die Bauart von Antrieb und Fahrwerk blieb gleich. Der Wendekreis war kleiner, die Federung weicher und Bremsen und Kupplung stellten sich automatisch nach. Für einige Märkte, darunter auch Großbritannien, gab es neue kleinere Motoren mit 1300 cm³ Hubraum und fünffach gelagerter Kurbelwelle. Auch vom MK II gab es eine Lotus-Version mit einem Motor mit zwei obenliegenden Nockenwellen.
Für bestimmte Märkte, in denen der 1300 cm³ Motor höher besteuert wurde, war auch eine abgespeckte Version mit dem 1,2-l-Motor des Ford Anglia Super erhältlich. Die 1500-cm³-Motoren wurden zunächst nur überarbeitet, 1967 erhielten sie einen neuen Querstromzylinderkopf und der Hubraum wurde auf 1600 cm³ vergrößert. Der Motor des Lotus Cortina wurde zunächst weitergebaut.
Im Jahr 1967 war der Cortina Großbritanniens beliebtester Neuwagen – ein Ziel, das Ford seit dem ersten Cortina im Jahr 1960 zu erreichen versucht hatte.
Es wurden zweitürige und viertürige Limousinen angeboten, mit Basisausstattung, als Deluxe, Super, 1500 GT (nur 1967) 1600 GT und ab Ende 1967 als 1600E verfügbar, wenn auch nicht in allen Karosserievarianten und Motorisierungen. Ein paar Monate nach der Einführung der Limousinen gab es ab 15. Februar 1967 einen viertürigen Kombi mit großer Heckklappe.
Der besser ausgestattete Cortina 1600E wurde auf der Paris Motor Show im Oktober 1967 eingeführt, ein Jahr nach dem Cortina Mark II. Er war wie der Lotus-Cortina etwas tiefergelegt und mit dem stärkeren GT-1600-Kentmotor und Luxusausstattung versehen: Armaturenbrett und Türleistensatz waren mit Wurzelnussfurnier geschmückt, dazu kamen Schalensitze, Sportlenkrad und zusätzliche Anzeigeinstrumente, Nebelscheinwerfer und verchromte Rostyle-Räder. Kühlergrill und Heck waren schwarz lackiert.
Ford Neuseeland entwickelte seine eigene Variante dieses Modells namens GTE.
Für 1969 wurden die Cortinas kaum verändert: Sie bekamen den Schriftzug "FORD" auf Motorhaube und Kofferraumdeckel, der Kühlergrill wurde schwarz und es gab Chromleisten oberhalb und unterhalb der Rückleuchten über die ganze Breite des Heckabschlussblechs.
Eine Variante mit dem Dreiliter-Essex-V6-Motor wurde privat in Südafrika von Basil Green Motors entwickelt und vom Grosvenor-Ford-Händlernetz als Cortina Perana verkauft; ein ähnliches Modell erschien später in Großbritannien und wurde als Cortina Savage bekannt. Der Savage war mit 1600E-Ausstattung in allen drei Karosserievarianten lieferbar, während die südafrikanischen Fahrzeuge nur als 4-türige Limousine – zunächst mit GT- und später E-Ausstattung – angeboten wurden.
| Ford Cortina                           | 1300                                                                                                 | 1600                                                                                                 | 1600 GT                                                                                              | Lotus                                                                                                |
| -------------------------------------- | --- | --- | --- | --- |
| Motor:                                 | 4-Zylinder-Reihenmotor (Viertakt)                                                                    | 4-Zylinder-Reihenmotor (Viertakt)                                                                    | 4-Zylinder-Reihenmotor (Viertakt)                                                                    | 4-Zylinder-Reihenmotor (Viertakt)                                                                    |
| Hubraum:                               | 1298 cm³                                                                                             | 1599 cm³                                                                                             | 1599 cm³                                                                                             | 1558 cm³                                                                                             |
| Bohrung × Hub:                         | 81 × 63 mm                                                                                           | 81 × 77,6 mm                                                                                         | 81 × 77,6 mm                                                                                         | 82,55 × 72,75 mm                                                                                     |
| Leistung bei 1/min:                    | 40 kW (54 PS) bei 5000                                                                               | 47 kW (64 PS) bei 5000                                                                               | 60 kW (82 PS) bei 5400                                                                               | 78 kW (106 PS) bei 6000                                                                              |
| Max. Drehmoment bei 1/min:             | 92 Nm bei 2500                                                                                       | 116 Nm bei 2500                                                                                      | 124 Nm bei 3600                                                                                      | 140 Nm bei 4000                                                                                      |
| Verdichtung:                           | 9,0:1                                                                                                | 9,0:1                                                                                                | 9,0:1                                                                                                | 9,5:1                                                                                                |
| Gemischaufbereitung:                   | 1 Fallstromvergaser                                                                                  | 1 Fallstromvergaser                                                                                  | 1 Doppelvergaser                                                                                     | 2 Doppelvergaser Weber 40DCOE31                                                                      |
| Ventilsteuerung:                       | Seitliche Nockenwelle, Antrieb über Kette                                                            | Seitliche Nockenwelle, Antrieb über Kette                                                            | Seitliche Nockenwelle, Antrieb über Kette                                                            | DOHC, Antrieb über Kette                                                                             |
| Kühlung:                               | Wasserkühlung                                                                                        | Wasserkühlung                                                                                        | Wasserkühlung                                                                                        | Wasserkühlung                                                                                        |
| Getriebe:                              | Vollsynchronisiertes 4-Gang-Getriebe a.W. Dreigangautomatik Hinterradantrieb                         | Vollsynchronisiertes 4-Gang-Getriebe a.W. Dreigangautomatik Hinterradantrieb                         | 4-Gang-Getriebe Hinterradantrieb                                                                     | 4-Gang-Getriebe Hinterradantrieb                                                                     |
| Radaufhängung vorn:                    | MacPherson-Federbeine, Querlenker, Schraubenfedern, Stabilisator                                     | MacPherson-Federbeine, Querlenker, Schraubenfedern, Stabilisator                                     | MacPherson-Federbeine, Querlenker, Schraubenfedern, Stabilisator                                     | MacPherson-Federbeine, Querlenker, Schraubenfedern, Stabilisator                                     |
| Radaufhängung hinten:                  | Starrachse, halbelliptische Blattfedern, Teleskopstoßdämpfer, Cortina Lotus zusätzliche Schubstreben | Starrachse, halbelliptische Blattfedern, Teleskopstoßdämpfer, Cortina Lotus zusätzliche Schubstreben | Starrachse, halbelliptische Blattfedern, Teleskopstoßdämpfer, Cortina Lotus zusätzliche Schubstreben | Starrachse, halbelliptische Blattfedern, Teleskopstoßdämpfer, Cortina Lotus zusätzliche Schubstreben |
| Bremsen:                               | Scheibenbremsen vorne, Trommelbremsen hinten                                                         | Scheibenbremsen vorne, Trommelbremsen hinten                                                         | Scheibenbremsen vorne, Trommelbremsen hinten                                                         | Scheibenbremsen vorne, Trommelbremsen hinten                                                         |
| Lenkung:                               | Kugelumlauflenkung                                                                                   | Kugelumlauflenkung                                                                                   | Kugelumlauflenkung                                                                                   | Kugelumlauflenkung                                                                                   |
| Karosserie:                            | Stahlblech, selbsttragend                                                                            | Stahlblech, selbsttragend                                                                            | Stahlblech, selbsttragend                                                                            | Stahlblech, selbsttragend                                                                            |
| Spurweite vorn/hinten:                 | 1330/1295 mm                                                                                         | 1330/1295 mm                                                                                         | 1330/1295 mm                                                                                         | 1330/1295 mm                                                                                         |
| Radstand:                              | 2490 mm                                                                                              | 2490 mm                                                                                              | 2490 mm                                                                                              | 2490 mm                                                                                              |
| Abmessungen:                           | 4270 × 1650 × 1390 mm                                                                                | 4270 × 1650 × 1390 mm                                                                                | 4270 × 1650 × 1390 mm                                                                                | 4270 × 1650 × 1390 mm                                                                                |
| Leergewicht:                           | 858–935 kg                                                                                           | 877–970 kg                                                                                           | 908–960 kg                                                                                           | 919 kg                                                                                               |
| Höchstgeschwindigkeit (Werk):          | 131 km/h                                                                                             | 139 km/h                                                                                             | 152 km/h                                                                                             | 174 km/h                                                                                             |
| 0–100 km/h (Werk):                     | 19,6 s                                                                                               | 16,2 s                                                                                               | 12,9 s                                                                                               | 10,4 s                                                                                               |
| Verbrauch (Liter/100 Kilometer, Werk): | 9,4 S                                                                                                | 10,4 S                                                                                               | 10,4 S                                                                                               | ca. 11–13 S                                                                                          |
| Preis:                                 | Fr. 7.850–9.150 (1969)                                                                               | Fr. 8.150–9.450 (1969)                                                                               | Fr. 9.550–10.900 (1969)                                                                              | Fr. 13.965 (1969)                                                                                    |

## Mk III (TC)
1970 wurde die letzte eigenständige Version des Cortina vorgestellt. Inzwischen teilte er sich zwar schon eine gemeinsame Plattform mit dem Taunus (daher "TC"), allerdings wich die Karosserieform (coupéähnlich, „Coke-Bottle-Linie“) von der des Taunus ab. Wie der Taunus TC verfügte der Cortina über die markante Knudsen-Nase.

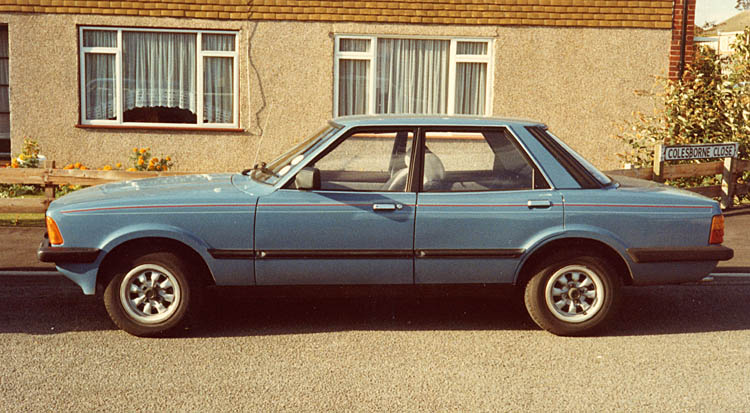
Ford Cortina Mk V

| Ford Cortina                           | 1300 | 1600 | 1600 GT | 2000 |
| -------------------------------------- | --- | --- | --- | --- |
| Motor:                                 | 4-Zylinder-Reihenmotor (Viertakt)                                                                          | 4-Zylinder-Reihenmotor (Viertakt)                                                                          | 4-Zylinder-Reihenmotor (Viertakt)                                                                          | 4-Zylinder-Reihenmotor (Viertakt)                                                                          |
| Hubraum:                               | 1298 cm³                                                                                                   | 1599 cm³                                                                                                   | 1593 cm³                                                                                                   | 1997 cm³                                                                                                   |
| Bohrung × Hub:                         | 81 × 63 mm                                                                                                 | 81 × 77,6 mm                                                                                               | 87,65 × 66 mm                                                                                              | 90,8 × 87,95 mm                                                                                            |
| Leistung bei 1/min:                    | 42 kW (57 PS) bei 5500                                                                                     | 50 kW (68 PS) bei 5200                                                                                     | 64 kW (88 PS) bei 5700                                                                                     | 72 kW (98 PS) bei 5500                                                                                     |
| Max. Drehmoment bei 1/min:             | 91 Nm bei 3000                                                                                             | 116 Nm bei 2600                                                                                            | 124 Nm bei 4000                                                                                            | 151 Nm bei 3500                                                                                            |
| Verdichtung:                           | 9,0:1 | 9,0:1 | 9,2:1 | 9,2:1 |
| Gemischaufbereitung:                   | 1 Fallstromvergaser                                                                                        | 1 Fallstromvergaser                                                                                        | 1 Fallstromvergaser                                                                                        | 1 Fallstromvergaser                                                                                        |
| Ventilsteuerung:                       | Seitliche Nockenwelle, Antrieb über Kette                                                                  | Seitliche Nockenwelle, Antrieb über Kette                                                                  | Oben liegende Nockenwelle, Antrieb über Zahnriemen                                                         | Oben liegende Nockenwelle, Antrieb über Zahnriemen                                                         |
| Kühlung:                               | Wasserkühlung                                                                                              | Wasserkühlung                                                                                              | Wasserkühlung                                                                                              | Wasserkühlung                                                                                              |
| Getriebe:                              | vollsynchronisiertes 4-Gang-Getriebe a.W. (außer 1300) auch Borg-Warner-Dreigangautomatik Hinterradantrieb | vollsynchronisiertes 4-Gang-Getriebe a.W. (außer 1300) auch Borg-Warner-Dreigangautomatik Hinterradantrieb | vollsynchronisiertes 4-Gang-Getriebe a.W. (außer 1300) auch Borg-Warner-Dreigangautomatik Hinterradantrieb | vollsynchronisiertes 4-Gang-Getriebe a.W. (außer 1300) auch Borg-Warner-Dreigangautomatik Hinterradantrieb |
| Radaufhängung vorn:                    | Oberer Dreieckslenker, unterer Querlenker mit Zugstrebe, Schraubenfedern                                   | Oberer Dreieckslenker, unterer Querlenker mit Zugstrebe, Schraubenfedern                                   | Oberer Dreieckslenker, unterer Querlenker mit Zugstrebe, Schraubenfedern                                   | Oberer Dreieckslenker, unterer Querlenker mit Zugstrebe, Schraubenfedern                                   |
| Radaufhängung hinten:                  | Starrachse, Längslenker unten, Schräglenker oben, Schraubenfedern                                          | Starrachse, Längslenker unten, Schräglenker oben, Schraubenfedern                                          | Starrachse, Längslenker unten, Schräglenker oben, Schraubenfedern                                          | Starrachse, Längslenker unten, Schräglenker oben, Schraubenfedern                                          |
| Bremsen:                               | Scheibenbremsen vorne, Trommelbremsen hinten, a.W. Servo                                                   | Scheibenbremsen vorne, Trommelbremsen hinten, a.W. Servo                                                   | Scheibenbremsen vorne, Trommelbremsen hinten, a.W. Servo                                                   | Scheibenbremsen vorne, Trommelbremsen hinten, a.W. Servo                                                   |
| Lenkung:                               | Zahnstangenlenkung                                                                                         | Zahnstangenlenkung                                                                                         | Zahnstangenlenkung                                                                                         | Zahnstangenlenkung                                                                                         |
| Karosserie:                            | Stahlblech, selbsttragend                                                                                  | Stahlblech, selbsttragend                                                                                  | Stahlblech, selbsttragend                                                                                  | Stahlblech, selbsttragend                                                                                  |
| Spurweite vorn/hinten:                 | 1420/1420 mm                                                                                               | 1420/1420 mm                                                                                               | 1420/1420 mm                                                                                               | 1420/1420 mm                                                                                               |
| Radstand:                              | 2580 mm | 2580 mm | 2580 mm | 2580 mm |
| Abmessungen:                           | 4270 × 1705 × 1370 mm Kombi: 4375 × 1705 × 1375 mm                                                         | 4270 × 1705 × 1370 mm Kombi: 4375 × 1705 × 1375 mm                                                         | 4270 × 1705 × 1370 mm Kombi: 4375 × 1705 × 1375 mm                                                         | 4270 × 1705 × 1370 mm Kombi: 4375 × 1705 × 1375 mm                                                         |
| Leergewicht:                           | 945–1040 kg                                                                                                | 960–1055 kg                                                                                                | 990–1085 kg                                                                                                | 1000–1095 kg                                                                                               |
| Höchstgeschwindigkeit (Werk):          | 137 km/h                                                                                                   | 147 km/h                                                                                                   | 163 km/h                                                                                                   | 166 km/h                                                                                                   |
| 0–100 km/h (Werk):                     | 21,7 s | 17,5 s | 13,9 s | 11,7 s |
| Verbrauch (Liter/100 Kilometer, Werk): | 9,4 S | 10,4 S | 10,2 S | 9,8 S |
| Preis:                                 | Fr. 9.570–11.250 (1973)                                                                                    | Fr. 10.370–11.950 (1973)                                                                                   | Fr. 12.000–13.160 (1973)                                                                                   | Fr. 13.660 (1973)                                                                                          |

## Mk IV + Mk V
Mit der Überarbeitung von 1976 gab es keine Unterschiede zwischen Taunus und Cortina mehr; die eigenständige englische Form wurde zugunsten der deutschen aufgegeben.
Eine letzte Änderung der Gestalt (oft als Mk V bezeichnet) fand 1979 statt. Nachfolger wurde 1982 der Ford Sierra.

## Ford P100 1971–1987

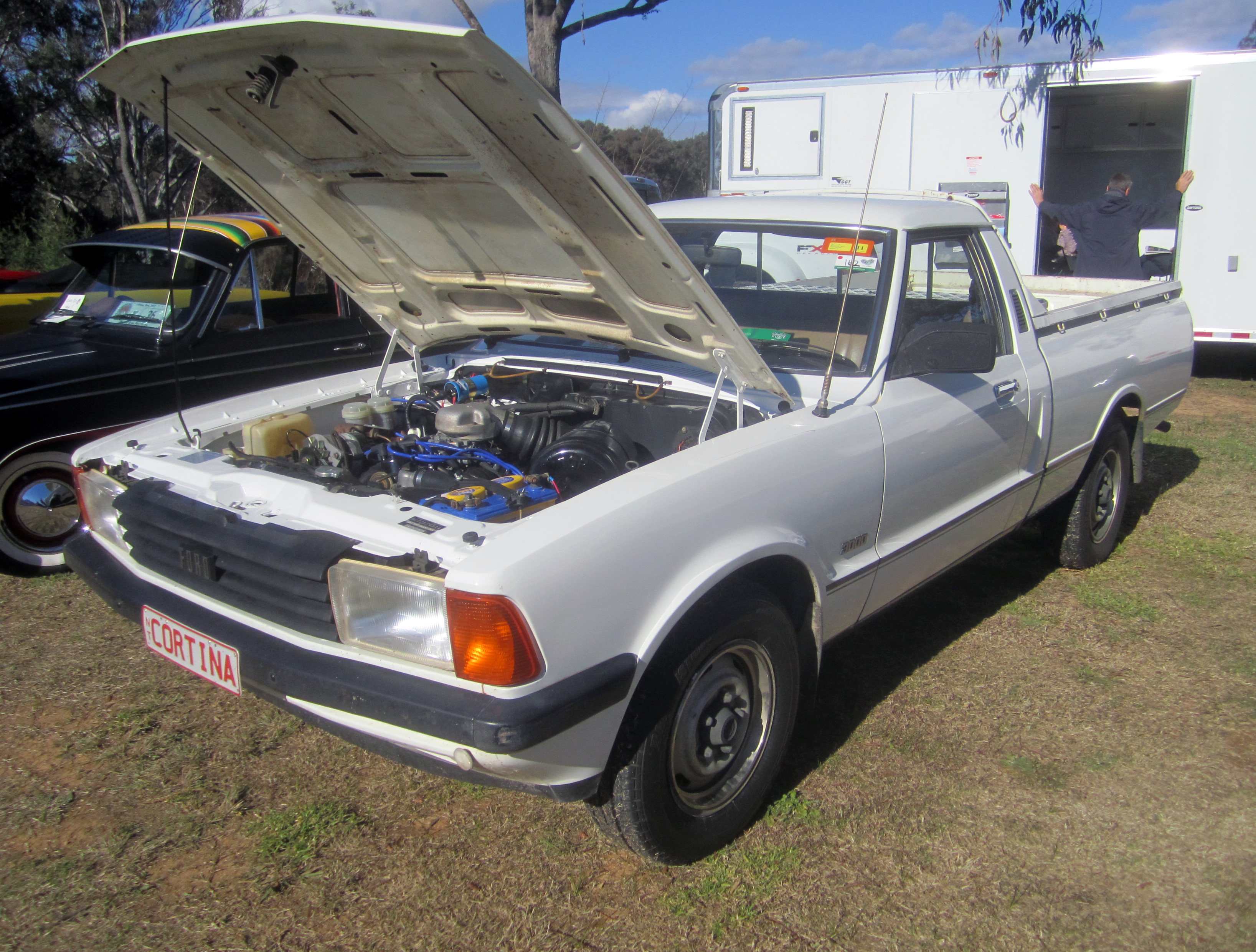
Ford Cortina P100

1971 wurde auf Basis der 2-türigen Cortina MK III Limousine ein Pick-up in Südafrika produziert. Wahlweise war dieser Ford P100 auch mit einer GFK-Haube über der Pritsche erhältlich. Als Motoren kamen der aus dem Cortina/Taunus bekannte 1,6-Liter- und die aus dem Ford Granada bekannten 2,5-Liter- und 3,0-Liter-Essex-V6-Motoren zum Einsatz. Diese waren auch mit Automatikgetriebe erhältlich.
1977 wurde die Karosserie parallel zum Cortina MkIV geändert, ebenso wie 1980 zum Cortina MkV.
Erst als der Cortina und das Schwestermodell Taunus in Europa eingestellt worden waren, begann Ford 1982 den P100 aus Südafrika auch nach Europa zu exportieren. Für Europa wurde jedoch das Chassis verlängert und die Nutzlast auf 1000 kg erhöht.
Nachdem Ford beschlossen hatte, sich aus Südafrika zurückzuziehen, wurde die Produktion 1987 eingestellt. Im gleichen Jahr erschien in Europa ein neues Modell auf Basis des Ford Sierra, der nun in Portugal gebaut wurde.

## Hyundai Motor Company
Hyundai aus Südkorea – die damals noch keine eigenen Automodelle herstellte – montierte ab 1969 den Cortina für den lokalen Markt. Bis 1971 wurden insgesamt 9.290 Cortina aus vorgefertigten und zum größten Teil aus Europa stammenden Teilen zusammengebaut. Zuerst wurde nur rund ein Viertel der Teile im Inland gebaut. Der sogenannte Local Content musste nach Regierungsvorgaben stetig erhöht werden, weswegen Hyundai in den Folgejahren nicht mehr nur Monteur, sondern Produzent des Cortina wurde. Zudem hatte Hyundai den Vertrieb und Anpassung an den koreanischen Markt des deutschen Ford 20m und des amerikanischen Ford Mustang für Südkorea übernommen. Dadurch wurde Ford (vorübergehend) zum Marktführer im koreanischen Markt. Der Cortina wurde in Südkorea übersetzt Ford Koti genannt. Besonders als Taxi wurde er häufig eingesetzt. Nach dem Produktionsende in Europa wurde er noch bis Ende 1982 produziert und danach ersetzte Hyundai den Cortina durch ein eigenentwickeltes Modell auf Basis des Cortina, den Hyundai Stellar.